# Ugo Locatelli
Ugo Locatelli (Toscolano-Maderno, Brescia, 5 de febrero de 1916-Turín, 28 de mayo de 1993) fue un futbolista italiano. Se desempeñaba en la posición de centrocampista. Es importante destacar que este jugador fue uno de los innovadores en la copa del mundo 1938, en jugar en la posición de Wing half, rol que puede tomarse como antecedente de los posteriores volantes externos.

## Selección nacional
Fue internacional con la selección de fútbol de Italia en 22 ocasiones. Debutó el 3 de agosto de 1936, en un encuentro ante la selección de los Estados Unidos que finalizó con marcador de 1-0 a favor de los italianos.

### Participaciones en Copas del Mundo
| Mundial                        | Sede    | Resultado |
| ------------------------------ | ------- | --------- |
| Copa Mundial de Fútbol de 1938 | Francia | Campeón   |

## Clubes
| Club           | País   | Año         |
| -------------- | ------ | ----------- |
| Brescia Calcio | Italia | 1932 - 1934 |
| Atalanta B. C. | Italia | 1934 - 1935 |
| Brescia Calcio | Italia | 1935 - 1936 |
| Inter de Milán | Italia | 1936 - 1941 |
| Juventus F. C. | Italia | 1941 - 1943 |
| Brescia Calcio | Italia | 1944 - 1945 |
| Juventus F. C. | Italia | 1945 - 1947 |

## Palmarés

### Campeonatos nacionales
| Título      | Club           | País   | Año     |
| ----------- | -------------- | ------ | ------- |
| Serie A     | Inter de Milán | Italia | 1937-38 |
| Copa Italia | Inter de Milán | Italia | 1938-39 |
| Serie A     | Inter de Milán | Italia | 1939-40 |
| Copa Italia | Juventus F. C. | Italia | 1941-42 |

### Copas internacionales
| Título                 | Equipo              | País   | Año  |
| ---------------------- | ------------------- | ------ | ---- |
| Copa Mundial de Fútbol | Selección de Italia | Italia | 1938 |